# Міста Фолклендських Островів
Місцевості Фолклендських Островів.
На Фолклендських Островах налічується понад 20 поселень із населенням більше, ніж 20 осіб. Столиця - єдине місто, що має населення понад 2 тисячі осіб. Усі інші поселення налічують менше, ніж 50 осіб. 
| Назва       | Населення (2012) |
| ----------- | ---------------- |
| Порт-Стенлі | 2 121            |
| Гус Грін    | 40               |
| Порт-Говард | 22               |